# Фабан
Фабан (полное имя Жозе Фабио Алвес Азеведо, порт. José Fábio Alves Azevedo; Fabão; род. 15 июня 1976, Вера-Крус, штат Баия) — бразильский футболист, центральный защитник. Победитель Кубка Либертадорес 2005 года в составе «Сан-Паулу». Чемпион Бразилии 2006 года. В настоящее время выступает в китайской Суперлиге за клуб «Хэнань Констракшн»

## Биография
Фабан начал заниматься футболом в молодёжной академии клуба «Баия» из Салвадора, столицы родного штата игрока, в 1993 году. В 1996 году произошёл его дебют за первую команду «Баии». Спустя два года, в октябре 1998, Фабан перешёл во «Фламенго», цвета которого он защищал на протяжении двух сезонов (в 1998 году он успел сыграть лишь в 6 матчах за новый клуб). За это время он дважды становился чемпионом штата Рио-де-Жанейро, а в 1999 году выиграл свой первый в карьере международный трофей — Кубок Меркосур. Всего в 1999 году Фабан принял участие в 58 матчах за Фламенго, в которых отметился одним забитым голом. В 2000 году, сыграв за рубро-негрос в 20 матчах (и забив 1 гол), Фабан перешёл в испанский клуб «Реал Бетис».
После двух лет, довольно успешно проведённых в Испании, Фабан вернулся в Бразилию, где показал уверенную игру в чемпионате Бразилии 2003 в составе «Гояса», чем привлёк внимание функционеров «Сан-Паулу». 2004-2006 годы стали одними из самых успешных в карьере Фабана. Он был игроком основного состава «Сан-Паулу», который выиграл в 2005 году Лигу Паулисту, Кубок Либертадорес и обыграл в финале клубного чемпионата мира победителя Лиги чемпионов «Ливерпуль». В 2006 году Фабан в составе «Трёхцветных» стал чемпионом Бразилии.
В январе 2008 года, после возвращения из Японии, Фабан перешёл в «Сантос», до того он не играл в футбол довольно долгое время из-за травмы малоберцовой кости правой ноги. В конце 2009 года контракт с «Сантосом» закончился. В апреле 2010 года Фабан подписал соглашение с «Гуарани» из Кампинаса, который как раз вернулся в элитный дивизион чемпионата Бразилии. Отыграв за «Гуарани» один сезон, игрок перешёл в китайскую Суперлигу и в настоящее время выступает за клуб «Хэнань Констракшн».

## Достижения

### Командные
- Чемпион Бразилии (1): 2006
- Чемпион штата Сан-Паулу (1): 2005
- Чемпион штата Рио-де-Жанейро (2): 1999, 2000
- Чемпион штата Баия (1): 1998
- Чемпион штата Гояс (1): 2003
- Победитель Кубка Центрально-западного региона Бразилии (1): 2002
- Победитель Кубка Японии (1): 2007
- Победитель Кубка Либертадорес (1): 2005
- Победитель Клубного чемпионата мира (1): 2005
- Победитель Кубка Меркосур (1): 1999

### Персональные
- Включался в символическую сборную чемпионата Бразилии дважды: в 2003 и 2006 годах.